# Singapur na Letních olympijských hrách 2008
Singapur se účastnil Letní olympiády 2008. Zastupovalo ho 25 sportovců (11 mužů a 14 žen) v 6 sportech.

## Medailisté
| Medaile | Jméno                             | Sport        | Soutěž        |
| ------- | --------------------------------- | ------------ | ------------- |
| Stříbro | Feng Tianwei Li Jiawew Wang Yuegu | Stolní tenis | ženy družstvo |